# Oberwart Gunners
Koordinaten: 47° 16′ 55,2″ N, 16° 12′ 34,7″ O
| Oberwart Gunners             | Oberwart Gunners                                              |
| ---------------------------- | ------------------------------------------------------------- |
| Logo der Oberwart Gunners    |                                                               |
| Vereinsdaten                 |                                                               |
| Anschrift:                   | Oberwart Gunners Informstraße 2 7400 Oberwart                 |
| Website:                     | www.gunners.at                                                |
| Gründungsjahr:               | 1957                                                          |
| Liga:                        | Admiral Basketball-Bundesliga                                 |
| Spielstätte:                 | Sporthalle Oberwart                                           |
| Dressenfarben:               | Heimspiele: Weiß Auswärtsspiele: Blau                         |
| Heimspiel-Infoblatt:         | Rebound                                                       |
| Gewonnene Titel              |                                                               |
| Meister:                     | 2011, 2016, 2024, 2025                                        |
| Vizemeister:                 | 1997, 1998, 2005, 2007, 2008, 2013, 2017                      |
| Cup:                         | 1995, 1999, 2005, 2016, 2021                                  |
| Supercup:                    | 2024                                                          |
| Europacup-Teilnahmen         |                                                               |
| Europapokal der Pokalsieger: | 1995/96 (= Europacup) (1S-1N) 1998/99 (= Saporta Cup) (4S-8N) |
| Korać-Cup:                   | 1996/97, 1997/98, 1999/2000 2000/01 (4S-12N)                  |

Die Oberwart Gunners, kurz Gunners, sind ein burgenländischer Basketballverein aus Oberwart. Der Klub wurde 1957 als Union Basketball Club Oberwart von Johann Hadek gegründet. Als Vater der neuen Gunners, welche den Aufstieg in die österreichischen Basketball-Bundesliga schaffte, gilt Alfred Wertner (verstorben Oktober 2010). In den Jahren 1992 bis 1995 spielte das Team in der 2. Bundesliga; seit 1995 ständig in der österreichischen Basketball-Bundesliga.
Die größten Erfolge feierte der Verein mit den Meistertiteln im Jahr 2011, 2016 und 2024.
Den Gunners ist es damit 2024 als erster Verein in der Geschichte der höchsten österreichischen Basketball-Liga gelungen, als Teilnehmer der unteren Zwischenrunde (Platz 9 nach dem Grunddurchgang) den Titel zu erringen. Im gleichen Jahr gewannen sie auch den Supercup. 
In den Jahren 1997, 1998, 2005, 2007, 2008, 2013 und 2017 konnte jeweils der Vizemeistertitel erreicht werden.
1995, 1999, 2005 und 2016 gewannen die Gunners den Cup. Für 2016 bedeutete dies das erste Double der Vereinsgeschichte. In der Saison 2016/17 gewannen die Gunners 27 von 32 Spielen (Siegquote 84 %).

## Saison 2015/16

### Zu- und Abgänge
Zugänge: Terrell Evans, Quincy Diggs, Derek Jackson, Christopher Ferguson, Adomas Drungilas, Maximilian Schuecker (Vienna D.C. Timberwolves), Max Neugebauer (Studium in den USA)
Abgänge: Hannes Artner (Mattersburg Rocks), Stefan Neudecker, Hannes Ochsenhofer (beide Fürstenfeld Panthers), J.J. Mann (Phoenix Hagen), Gabe Knutson, Rakeem Buckles, Bogic Vujosevic (BC Hallmann Vienna), Carlos Novas-Mateo (Arkadia Traiskirchen Lions)
während der Saison: Terrell Evans, Max Neugebauer (BC Hallmann Vienna)

### Kader
| Spieler | Spieler            | Spieler            | Spieler    | Spieler | Spieler | Spieler                    |
| Nr.     | Nat.               | Name               | Geburt     | Größe   | Info    | Letzter Verein             |
| ------- | ------------------ | ------------------ | ---------- | ------- | ------- | -------------------------- |
|         |                    | Guards (PG, SG)    |            |         |         |                            |
| 4       | Osterreich         | Jakob Szkutta      | 22.07.1999 | 180 cm  |         | Vienna D.C. Timberwolves   |
| 5       | Vereinigte Staaten | Louis Dabney Jr.   | 17.01.1993 | 190 cm  |         | Tulane University          |
| 7       | Osterreich         | Sebastian Käferle  | 23.09.1996 | 186 cm  |         | Arkadia Traiskirchen Lions |
| 10      | Osterreich         | Georg Wolf         | 12.04.1995 | 185 cm  |         |                            |
|         |                    | Forwards (SF, PF)  |            |         |         |                            |
| 6       | Kroatien           | Edi Patekar        | 24.02.2000 | 192 cm  |         |                            |
| 8       | Osterreich         | Georg Gentner      | 28.04.1998 | 197 cm  |         |                            |
| 9       | Vereinigte Staaten | Denzel Gregg       | 28.10.1995 | 203 cm  |         | St. Bonaventure Bonnies    |
| 11      | Osterreich         | Paul Schuecker     | 18.10.1999 | 193 cm  |         | Vienna D.C. Timberwolves   |
|         |                    | Center (C)         |            |         |         |                            |
| 5       | Vereinigte Staaten | Cedric Kuakumensah | 16.05.1993 | 206 cm  |         |                            |
| 16      | Vereinigte Staaten | Renato Poljak      | 20.4.1997  | 206 cm  |         |                            |
| 12      | Osterreich         | Benjamin Blazevic  | 28.12.1995 | 204 cm  |         |                            |

| Trainer  | Trainer         | Trainer    |
| Nat.     | Name            | Position   |
| -------- | --------------- | ---------- |
| Spanien  | Lluis Pino Vera | Head-Coach |
| Kroatien | Goran Patekar   | Ass-Coach  |

| Legende           | Legende            |
| Abk.              | Bedeutung          |
| ----------------- | ------------------ |
| (C)               | Mannschaftskapitän |
| Nr.               | Trikotnummer       |
| Nat.              | Nationalität       |
| Quellen           |                    |
| Teamhomepage      |                    |
| Ligahomepage      |                    |
| Stand: 27.07.2017 |                    |

| Legende           | Legende            |
| Abk.              | Bedeutung          |
| ----------------- | ------------------ |
| (C)               | Mannschaftskapitän |
| Nr.               | Trikotnummer       |
| Nat.              | Nationalität       |
| Quellen           |                    |
| Teamhomepage      |                    |
| Ligahomepage      |                    |
| Stand: 27.07.2017 |                    |

### Ehemalige Spieler
- Andreas Leitner (Clubmanager Oberwart Gunners)
- Bernd Volcic
- / Jason Detrick (später Liga ACB und LEB Oro)
- Gogi Knežević (jetzt Profiboxer im Superweltergewicht)
- / Corey Muirhead
- Domonique Crawford
- Jasmon Youngblood
- Kenya Capers
- / Paris Bryant
- Sean Finn (später Phoenix Hagen )
- Shawn Ray
- Joe Dean Shaw II
- Kelvin Parker
- David Gonzalves
- Seamus Boxley

### Ehemalige Trainer
- Ante Perica
- Gat Kedar
- Peter Stahl
- Markus Zilch
- Georg Kämpf
- Nikša Bavčević
- Gordon Herbert
- John Dieckelman
- Neno Ašćerić
- Chris Chougaz

## Internationale Erfolge
Saporta Cup 1998/99
1. Runde (Gruppenspiele: Benetton Treviso/ITA, Unics Kazan/RUS, Aerosoles Ovarense/POR, Den Helder/NED, Odessa/UKR). Das Team verlor im 1/16-Finale 66:92 bzw. 64:92 gegen das spanische Top-Team Bruguer Badalona. Oberwart Gunners war der erste österreichische Basketballclub, der das 1/16-Finale in einem europäischen Cup-Bewerb erreichte.
Europacup 1995/96
1. Runde
Korać-Cup 1997/98
1. Runde (Gruppenspiele: Bonn/GER, Dijon/FRA, Málaga/SPA)
Korac Cup 2000/01
Eliminationsrunde (Trefl Sopot)